# Etiopien vid världsmästerskapen i friidrott 2022
Etiopien tävlade vid världsmästerskapen i friidrott 2022 i Eugene i USA mellan den 15 och 24 juli 2022. Etiopien hade en trupp på 40 idrottare, varav 21 herrar och 19 damer.

## Medaljörer
| Medalj | Idrottare          | Gren                         | Datum   |
| ------ | ------------------ | ---------------------------- | ------- |
| Guld   | Letesenbet Gidey   | Damernas 10 000 meter        | 16 juli |
| Guld   | Tamirat Tola       | Herrarnas maraton            | 17 juli |
| Guld   | Gotytom Gebreslase | Damernas maraton             | 18 juli |
| Guld   | Gudaf Tsegay       | Damernas 5 000 meter         | 23 juli |
| Silver | Mosinet Geremew    | Herrarnas maraton            | 17 juli |
| Silver | Lamecha Girma      | Herrarnas 3 000 meter hinder | 18 juli |
| Silver | Gudaf Tsegay       | Damernas 1 500 meter         | 18 juli |
| Silver | Werkuha Getachew   | Damernas 3 000 meter hinder  | 20 juli |
| Brons  | Mekides Abebe      | Damernas 3 000 meter hinder  | 20 juli |
| Brons  | Dawit Seyaum       | Damernas 5 000 meter         | 23 juli |

## Resultat

### Herrar
Gång- och löpgrenar
| Idrottare            | Gren               | Försöksheat | Försöksheat | Semifinal        | Semifinal        | Final            | Final            |
| Idrottare            | Gren               | Resultat    | Placering   | Resultat         | Placering        | Resultat         | Placering        |
| -------------------- | ------------------ | ----------- | ----------- | ---------------- | ---------------- | ---------------- | ---------------- |
| Tolesa Bodena        | 800 meter          | 1.45,81     | 14 0q0      | 1.50,55          | 24               | Gick inte vidare | Gick inte vidare |
| Ermias Girma         | 800 meter          | 1.49,36     | 38          | Gick inte vidare | Gick inte vidare | Gick inte vidare | Gick inte vidare |
| Samuel Zeleke        | 1 500 meter        | 3.40,77     | 36          | Gick inte vidare | Gick inte vidare | Gick inte vidare | Gick inte vidare |
| Teddese Lemi         | 1 500 meter        | 3.36,24     | 9 0q0       | 3.35,04          | 4 0Q0            | 3.32,98          | 8                |
| Samuel Tefera        | 1 500 meter        | 3.36,35     | 10 0Q0      | 3.37,71          | 17               | Gick inte vidare | Gick inte vidare |
| Selemon Barega       | 5 000 meter        | 13.24,44    | 11 0Q0      | —                | —                | 13.19,62         | 12               |
| Telahun Haile Bekele | 5 000 meter        | 13.24,77    | 16          | —                | —                | Gick inte vidare | Gick inte vidare |
| Muktar Edris         | 5 000 meter        | 13.21,19    | 7 0q0       | —                | —                | 13.24,67         | 13               |
| Yomif Kejelcha       | 5 000 meter        | 13.14,87    | 4 0Q0       | —                | —                | 13.12,09         | 8                |
| Berihu Aregawi       | 10 000 meter       | —           | —           | —                | —                | 27.31,00         | 7                |
| Selemon Barega       | 10 000 meter       | —           | —           | —                | —                | 27.28,39         | 5                |
| Tadese Worku         | 10 000 meter       | —           | —           | —                | —                | 27.51,25         | 14               |
| Lelisa Desisa        | Maraton            | —           | —           | —                | —                | 0DNF0            | 0DNF0            |
| Mosinet Geremew      | Maraton            | —           | —           | —                | —                | 2:06.44          | 2                |
| Tamirat Tola         | Maraton            | —           | —           | —                | —                | 2:05.36 0MR0     | 1                |
| Seifu Tura           | Maraton            | —           | —           | —                | —                | 2:07.17          | 6                |
| Hailemariyam Amare   | 3 000 meter hinder | 8.18,34     | 5 0Q0       | —                | —                | 8.31,54          | 10               |
| Lamecha Girma        | 3 000 meter hinder | 8.19,64     | 10 0Q0      | —                | —                | 8.26,01          | 2                |
| Getnet Wale          | 3 000 meter hinder | 8.17,49     | 4 0q0       | —                | —                | 8.28,68          | 4                |

### Damer
Gång- och löpgrenar
| Idrottare          | Gren               | Försöksheat | Försöksheat | Semifinal    | Semifinal | Final            | Final            |
| Idrottare          | Gren               | Resultat    | Placering   | Resultat     | Placering | Resultat         | Placering        |
| ------------------ | ------------------ | ----------- | ----------- | ------------ | --------- | ---------------- | ---------------- |
| Habitam Alemu      | 800 meter          | 2.01,37     | 16 0Q0      | 2.00,37 0SB0 | 14        | Gick inte vidare | Gick inte vidare |
| Freweyni Hailu     | 800 meter          | 2.00,93     | 10 0Q0      | 2.00,11      | 11        | Gick inte vidare | Gick inte vidare |
| Diribe Welteji     | 800 meter          | 1.58,83     | 1 0Q0       | 1.58,16 0PB0 | 2 0Q0     | 1.57,02 0PB0     | 4                |
| Freweyni Hailu     | 1 500 meter        | 4.04,85     | 10 0Q0      | 4.02,28      | 4 0Q0     | 4.01,28          | 4                |
| Hirut Meshesha     | 1 500 meter        | 4.07,05     | 19 0Q0      | 4.04,05      | 8 0Q0     | 4.05,86          | 12               |
| Gudaf Tsegay       | 1 500 meter        | 4.02,68     | 1 0Q0       | 4.01,28      | 1 0Q0     | 3.54,52          | 2                |
| Letesenbet Gidey   | 5 000 meter        | 14.52,27    | 1 0Q0       | —            | —         | 14.47,98         | 5                |
| Dawit Seyaum       | 5 000 meter        | 14.53,06    | 5 0Q0       | —            | —         | 14.47,36         | 3                |
| Gudaf Tsegay       | 5 000 meter        | 14.52,64    | 3 0Q0       | —            | —         | 14.46,29         | 1                |
| Letesenbet Gidey   | 10 000 meter       | —           | —           | —            | —         | 30.09,94 0VB0    | 1                |
| Bosena Mulatie     | 10 000 meter       | —           | —           | —            | —         | 30.17,77 0PB0    | 8                |
| Ejgayehu Taye      | 10 000 meter       | —           | —           | —            | —         | 30.12,45 0PB0    | 6                |
| Ashete Bekere      | Maraton            | —           | —           | —            | —         | 0DNF0            | 0DNF0            |
| Gotytom Gebreslase | Maraton            | —           | —           | —            | —         | 2:18.11 0MR0     | 1                |
| Ababel Yeshaneh    | Maraton            | —           | —           | —            | —         | 0DNF0            | 0DNF0            |
| Mekides Abebe      | 3 000 meter hinder | 9.14,83     | 5 0Q0       | —            | —         | 8.56,08 0PB0     | 3                |
| Sembo Almayew      | 3 000 meter hinder | 9.21,10     | 16          | —            | —         | Gick inte vidare | Gick inte vidare |
| Werkuha Getachew   | 3 000 meter hinder | 9.11,25 0Q0 | 2           | —            | —         | 8.54,61 0NR0     | 2                |